# Mauro Da Dalto
Mauro Da Dalto (Vazzola, Provincia de Treviso, el 8 de abril de 1981) es un ciclista italiano que fue profesional entre 2006 y 2013.
Debutó como profesional en 2006, cuando debutó con el equipo Liquigas. Tras tres temporadas fichó por el equipo Lampre.
En 2011 volvió al equipo que le vio debutar, el Liquigas-Cannondale, en el que permaneció hasta 2013. Tras dejar el ciclismo, se dedicó a la agricultura.

## Palmarés
No consiguió victorias como profesional.

## Resultados en Grandes Vueltas
| Carrera | Carrera         | 2006 | 2007  | 2008 | 2009  | 2010  | 2011  | 2012  | 2013 |
| ------- | --------------- | ---- | ----- | ---- | ----- | ----- | ----- | ----- | ---- |
|         | Giro de Italia  | —    | —     | —    | 120.º | —     | —     | —     | —    |
|         | Tour de Francia | —    | —     | —    | —     | 123.º | —     | —     | —    |
|         | Vuelta a España | —    | 101.º | —    | —     | —     | 147.º | 130.º | —    |

―: no participa
Ab.: abandono

## Equipos
- Liquigas (2006-2008)
- Lampre (2009-2010)
  - Lampre-N.G.C. (2009)
  - Lampre-Farnese Vini (2010)
- Liquigas/Cannondale (2011-2013)
  - Liquigas-Cannondale (2011-2012)
  - Cannondale (2013)